# Абрамов, Валерий Вячеславович
Вале́рий Вячесла́вович Абра́мов (род. 5 января 1963, Тула) — российский строитель, совладелец и генеральный директор АО «ВАД».

## Биография
Валерий Вячеславович Абрамов родился 5 января 1963 в городе Тула, РСФСР, СССР.

### Образование
- Школу окончил в городе Тула.
- Окончил Ленинградский политехнический институт;
  - получил образование в области экспериментальной ядерной физики
- второе высшее образование (1999 год) получил в Архитектурно-строительном университете
  - по специальности «автомобильные дороги и аэродромы».

### Карьера
- 1994 год — совладелец и генеральный директор компании «Высококачественные автомобильные дороги» (АО «ВАД»), которая является крупнейшим исполнителем дорожно-строительных работ на Северо-Западе.
  - Компания специализируется на проектировании, строительстве, реконструкции, ремонте и содержании автомобильных дорог всех категорий.

### В СМИ
«Новости» // Путин открыл движение по трассе «Таврида» в Крыму // Путина сопровождали министр транспорта Евгений Дитрих, гендиректор АО «ВАД» (подрядчик строительства трассы) Валерий Абрамов и главный технолог АО «ВАД» Андрей Волков.

## Награды
- Труд Валерия Вячеславовича отмечен благодарностями комитета по благоустройству и дорожному хозяйству города Санкт-Петербурга за организацию и качество выполненных дорожно-строительных работ по региональным и федеральным программам.
- За большой вклад в развитие дорожного хозяйства Санкт-Петербурга и Ленинградской области в 2002 году Министерством транспорта Российской Федерации руководитель ЗАО «ВАД» был награждён знаком «Почётный дорожник России».
- В 2004 году благотворительный фонд «Меценаты столетия» наградил Валерия Абрамова орденом «Меценат» за вклад в дело развития и процветания мира;
- В 2007 году Валерий Вячеславович удостоен почётного звания «Заслуженный работник строительного комплекса Республики Карелия».
- В 2009 году приказом министра транспорта РФ И. Е. Левитина от 12.05.2009 N 506/Н Валерий Вячеславович Абрамов награждён нагрудным знаком «Почётный работник транспорта России»;
  - приказом президента Ассоциации подрядных организаций России (АСПОР) А. С. Малова от 13.05.2009 N 16-Н — медалью им. А. А. Николаева (Николаев А. А. — первый Министр транспорта СССР);
  - протоколом заседания от 05.05.2009 N 02 Общественной Российской комиссии при комитете Государственной Думы — дипломом и знаком «Лучший управленец России 2008 года»[3].
- 2020 год — Генеральному директору АО «ВАД» В. В. Абрамову присвоено почётное звание «Заслуженный работник транспорта Российской Федерации»[4].

## Увлечения
В 2013 году Валерий Абрамов купил датский автозавод по производству суперкаров Zenvo (некоторые журналисты сравнивают его продукцию с самолётами типа стелс и называют «чудом скандинавской автомобильной техники»). Каждый автомобиль стоит по миллиону евро; по плану, завод каждый год будут производить по 15 машин: для эксклюзивности.

## Санкции
26 января 2018 года АО «ВАД» попало под санкции США как «ответственное за строительство трассы "Таврида" в Крыму», Абрамов также попал под санкции как соучредитель и генеральный директор АО «ВАД».
24 июня 2021 года включён в санкционный список Украины.